# 過海隧道巴士105R線
過海隧道巴士105R線是香港已停辦的一條特別巴士路線，由灣仔（會展新翼）往美孚，由新巴及九巴營運。

## 歷史
- 2006年7月23日：配合香港書展夜書市而投入服務。
- 2018年7月20日：新巴班次增設實時抵站時間查詢服務。
- 2022年：因應港鐵東鐵綫過海段5月通車而取消服務。

## 服務時間
- 22:00-00:30：10-15分鐘一班，客滿即開。
  - 只於香港書展舉行「夜書市」活動期間的星期五及星期六開出

## 收費
- 全程收費：$17.9

| - 本線設有12歲以下小童及65歲或以上長者半價優惠。 - 65歲或以上香港居民使用「樂悠咭」，以及12歲以下合資格殘疾兒童使用「殘疾人士身份」個人八達通繳付車資，均可享有每程$2.0或半價（以較低者為準）的票價優惠；12至64歲合資格殘疾人士使用「殘疾人士身份」個人八達通（包括「樂悠咭」），以及60至64歲香港居民使用「樂悠咭」繳付車資，均可享有每程$2.0或全費（以較低者為準）的票價優惠。 - 65歲或以上長者如使用長者或一般個人八達通繳付車資，則只可享有半價優惠；12至64歲合資格殘疾人士如不使用「殘疾人士身份」個人八達通，以及60至64歲人士如不使用「樂悠咭」繳付車資，必須繳付全費。 - 乘客可以現金或八達通於上車時付款，不設找續。 - 每位成人乘客可免費攜帶最多兩名4歲以下而不佔座位的兒童乘客乘車，超額之4歲以下小童必須繳付小童車費乘車。 - 持有「九巴月票」之乘客在車票有效期內，每日可享最多10程任何九龍巴士及龍運巴士路線（包括本路線，合資格車程只適用於九龍巴士／龍運巴士提供的班次；惟乘搭機場「A」及「NA」線則可享原價二七折優惠（不會計算每天10次合資格車程））；而B1線則可每日可享最多2程（不會計算每天10次合資格車程）。 - 九龍巴士、城巴、龍運巴士及陽光巴士全職員工及家屬（不包括外判職員）可免費乘搭本路線（陽光巴士員工及家屬只適用於九龍巴士提供的班次），惟必須拍職員或職員家屬八達通。 - 乘客亦可使用AlipayHK「易乘碼」、支付寶、WeChatHK／微信支付「搭車碼」、銀聯雲閃付「乘車碼」及BOC Pay「乘車碼」、具有感應式支付功能的JCB、卡美國運通、大來國際、Discover Card（只適用於九龍巴士／龍運巴士提供的班次）、VISA、Mastercard及銀聯卡，以及Apple Pay、Google Pay及Samsung Pay流動支付平台繳付車資。九巴班次的乘客使用上述付款方式，將只可享有與其他九巴路線／聯營路線九巴班次之轉乘優惠；城巴班次的乘客使用上述付款方式，將只可享有與其他城巴獨營路線或聯營線城巴班次之轉乘優惠。乘客亦不能享有「公共交通費用補貼計劃」及「長者及合資格殘疾人士公共交通票價優惠計劃」。 |

## 途經街道
經：博覽道、會議道、鴻興道、紅磡海底隧道、康莊道、漆咸道南、加士居道、彌敦道、長沙灣道及荔枝角道。

## 沿途各站
| 1            | 灣仔（會展新翼) | 灣仔（會展新翼）巴士總站 |
| 紅磡海底隧道 |                 |                          |
| 2            | 紅磡海底隧道    | 康莊道                   |
| 3            | 拔萃女書院      | 加士居道                 |
| 4            | 眾坊街          | 彌敦道                   |
| 5            | 登打士街        | 彌敦道                   |
| 6            | 山東街          | 彌敦道                   |
| 7            | 鴉蘭街          | 彌敦道                   |
| 8            | 楓樹街          | 長沙灣道                 |
| 9            | 北河街          | 長沙灣道                 |
| 10           | 怡閣苑          | 長沙灣道                 |
| 11           | 貿易廣場        | 長沙灣道                 |
| 12           | 長沙灣徑        | 長沙灣道                 |
| 13           | 長荔街          | 長沙灣道                 |
| 14           | 美孚            | 美孚巴士總站             |

## 外部連結
新巴
- 過海隧道巴士105R線 （页面存档备份，存于）